# Slezský pohár
Slezský pohár byl nepravidelně se konající turnaj ledního hokeje v Opavě v tehdejším Československu. První ročník turnaje se konal v roce 1957, poslední ročník v roce 1985. Celkem se konalo 23 ročníků.

## Vítězové Slezského poháru
| Ročník     | Rok            | Vítěz            |
| ---------- | -------------- | ---------------- |
| 1. ročník  | 1957 - Detaily | Tatran Opava     |
| 2. ročník  | 1958 - Detaily | Spartak Plzeň    |
| 3. ročník  | 1960 - Detaily | Spartak Plzeň    |
| 4. ročník  | 1961 - Detaily | HC Dukla Jihlava |
| 5. ročník  | 1962 - Detaily | Tesla Pardubice  |
| 6. ročník  | 1963 - Detaily | HC Dukla Jihlava |
| 7. ročník  | 1964 - Detaily | CHZ Litvínov     |
| 8. ročník  | 1966 - Detaily | Slezan OSP Opava |
| 9. ročník  | 1968 - Detaily | Spartak Plzeň    |
| 10. ročník | 1969 - Detaily | CHZ Litvínov     |
| 11. ročník | 1970 - Detaily | VSŽ Košice       |
| 12. ročník | 1974 - Detaily | TJ Vítkovice     |
| 13. ročník | 1975 - Detaily | Slezan OSP Opava |
| 14. ročník | 1976 - Detaily | ZKL Brno         |
| 15. ročník | 1977 - Detaily | Tesla Pardubice  |
| 16. ročník | 1978 - Detaily | VSŽ Košice       |
| 17. ročník | 1979 - Detaily | CHZ Litvínov     |
| 18. ročník | 1980 - Detaily | TJ Vítkovice     |
| 19. ročník | 1981 - Detaily | HC Dukla Jihlava |
| 20. ročník | 1982 - Detaily | HC Dukla Jihlava |
| 21. ročník | 1983 - Detaily | TJ Gottwaldov    |
| 22. ročník | 1984 - Detaily | Dukla Trenčín    |
| 23. ročník | 1985 - Detaily | VSŽ Košice       |

## Počet titulů Slezského poháru
| Počet titulů | Klub             | Sezóny                 |
| ------------ | ---------------- | ---------------------- |
| 4 tituly     | HC Dukla Jihlava | 1961, 1963, 1981, 1982 |
| 3 tituly     | Spartak Plzeň    | 1958, 1960, 1968       |
| 3 tituly     | Slezan OSP Opava | 1957, 1966, 1975       |
| 3 tituly     | CHZ Litvínov     | 1964, 1969, 1979       |
| 3 tituly     | VSŽ Košice       | 1970, 1978, 1985       |
| 2 tituly     | Tesla Pardubice  | 1962, 1977             |
| 2 tituly     | TJ Vítkovice     | 1974, 1980             |
| 1 titul      | ZKL Brno         | 1976                   |
| 1 titul      | TJ Gottwaldov    | 1983                   |
| 1 titul      | Dukla Trenčín    | 1984                   |